# Guan Jianzhong
Jianzhong Guan (Shanxi, tussen 21 januari 1966 en 8 februari 1967) is een Chinees zakenman. Zijn achternaam is Guan. Hij was al in zijn vroege jeugd lid van de Communistische Partij van China. Hij is voorzitter en eigenaar van de kredietbeoordelaar Dagong Global Credit Rating. Jianzhong Guan werkte eerst voor de overheid, later in de private sector en richtte in 1994 Jianzhong Dagong Global Credit op.